# Andreas Jacob
Andreas Jacob (* 6. Dezember 1967 in Nürnberg) ist ein deutscher Musikwissenschaftler, Organist und Hochschullehrer. Von 2017 bis April 2025 war er Rektor der Folkwang Universität der Künste in Essen.

## Werdegang
Andreas Jacob erhielt mit zwölf Jahren den ersten Orgelunterricht bei seinem Vater, Werner Jacob. Ab 1988 studierte er Evangelische Kirchenmusik an der Folkwang Hochschule Essen (heute Folkwang Universität der Künste). Nach dem Abschluss mit der Staatlichen Prüfung für Kirchenmusiker studierte Andreas Jacob ab 1992 in den Orgel-Solistenklassen von Gisbert Schneider (Folkwang Hochschule Essen) und Ludger Lohmann (Staatliche Hochschule für Musik und Darstellende Kunst Stuttgart). 1995 legte er das Konzertexamen ab. Ebenfalls ab 1992 studierte er Musikwissenschaft, Philosophie und Psychologie an der Folkwang Hochschule Essen, der Ruhr-Universität Bochum und der Rheinischen Friedrich-Wilhelms-Universität Bonn. 1996 wurde Andreas Jacob promoviert mit einer Dissertation über die Klavierübungen von Johann Sebastian Bach. 2002 habilitierte er sich an der Friedrich-Alexander-Universität Erlangen-Nürnberg mit einer Schrift über grundlegende Begriffe der Musiktheorie Arnold Schönbergs. Seit seinem Studium entfaltete er eine rege Konzerttätigkeit als Orgelsolist in Deutschland, Europa und Japan sowie mit Auftritten bei verschiedenen internationalen Musikfestivals (u. a. Internationale Orgelwoche Nürnberg, Internationales Orgelfestival Prag, Tallinner Internationales Orgelfestival, Varna Music Summer). Er legte Einspielungen für Rundfunk und CD vor (u. a. mit Musik für zwei Orgeln an den historischen Instrumenten der Abteikirche Ebrach, Werken von Olivier Messiaen und zeitgenössischer Musik) und brachte zahlreiche Werke zeitgenössischer Musik zur Uraufführung (u. a. von Gerald Eckert, Werner Heider, Werner Jacob und Gordon Kampe).

## Auszeichnungen und Stipendien
- 1988–1992: Stipendium für besonders Begabte des Freistaats Bayern
- 1991: Folkwang-Förderpreis Orgel
- 1993/1994: Graduiertenstipendium der Folkwang Hochschule
- 1994–1996: Promotionsstipendium der Friedrich-Naumann-Stiftung
- 1998: Förderpreis des Bezirks Mittelfranken
- 1999: Stipendium des Bayerischen Staatsministeriums für Unterricht, Kultus, Wissenschaft und Kunst für die Cité Internationale des Arts Paris
- 2000: „Hermann Abert-Preis“ der Gesellschaft für Musikforschung
- 2000 und 2001: Forschungsstipendien des Arnold Schönberg Center Wien
- 2004–2006: Heisenberg-Stipendium der Deutschen Forschungsgemeinschaft (DFG)

## Positionen und Ämter
Andreas Jacob war von 1996 bis 2003 wissenschaftlicher Mitarbeiter der Meyerbeer-Werkausgabe, für die er die Edition des Notenteils von Giacomo Meyerbeers Oper „Le prophète“ übernahm. Außerdem war er wissenschaftlicher Mitarbeiter des DFG-Projekts „Wiener Musiktheorie in der ersten Hälfte des 20. Jahrhunderts“. Andreas Jacob nahm Lehrtätigkeiten an verschiedenen deutschen Hochschulen wahr, unter anderem 2002/03 eine Lehrstuhlvertretung an der Philipps-Universität Marburg und 2003/04 eine Gastdozentur an der Universität Siegen. Im Jahr 2006 wurde er als Professor für Musikwissenschaft an die Universität Potsdam berufen. 2007 folgte er dem Ruf auf eine Professur für Historische Musikwissenschaft an die Westfälische Wilhelms-Universität Münster. Seit 2009 ist er Professor für Musikwissenschaft an der Folkwang Universität der Künste in Essen. Dort war er von 2013 bis 2015 Dekan des Fachbereichs 2 (zuständig für künstlerische, künstlerisch-wissenschaftliche, künstlerisch-pädagogische und wissenschaftliche Studiengänge im Bereich Musik). Seit dem 1. April 2017 ist er Rektor der Folkwang Universität der Künste. 2020 erfolgte die Wiederwahl zum Rektor, Andreas Jacobs zweite Amtszeit begann am 1. April 2021.

## Institutionelle Tätigkeiten und Ehrenämter (Auswahl)
Andreas Jacob wirkte an institutionellen Evaluationen von nationalen und internationalen Hochschuleinrichtungen mit, so an der Alpen-Adria-Universität Klagenfurt, der Hochschule für Musik Mainz der Johannes-Gutenberg-Universität Mainz und dem South African College of Music der University of Cape Town, Südafrika. Er ist Vertrauensdozent und Mitglied im Bundesauswahlausschuss der Friedrich-Naumann-Stiftung. Er beteiligte sich als Gründungsmitglied an der Gründung der Fachgruppe Musiktheorie innerhalb der Gesellschaft für Musikforschung. Auch engagiert er sich als Gründungsmitglied des „Vereins für die Integration hochqualifizierter Zuwanderinnen und Zuwanderer – INTEZ. e.V.“ für arbeitsmarktpolitische Belange. Daneben ist er in innerhalb verschiedener Vereinigungen ehrenamtlich in beratender Funktion tätig, so als Vorstandsmitglied der Freunde Zollverein, als Mitglied im Geschäftsführenden Vorstand des Forum Kreuzeskirche Essen e.V. sowie als Mitglied im Beirat der Stiftung Alte Synagoge Essen.

## Veröffentlichungen (Auswahl)
Als Autor
- Studien zu Kompositionsart und Kompositionsbegriff in Bachs Klavierübungen. Stuttgart 1997 (= Beihefte zum Archiv für Musikwissenschaft. 40).
- Grundbegriffe der Musiktheorie Arnold Schönbergs. 2 Bde. Hildesheim 2005 (= FolkwangStudien. 1).

Als Herausgeber
- Theodor W. Adorno – Erich Doflein, Briefwechsel. Mit einem Rundfunkgespräch und drei Aufsätzen Erich Dofleins. Vorwort von Marianne Kesting; Geleitwort von Dieter Schnebel. Hildesheim 2006 (= FolkwangStudien. 2).
- Mit Andreas Haug, Eckart Liebau: Musik – Bildung – Textualität. Erlangen 2007 (= Erlanger Forschungen. Reihe A, Geisteswissenschaften, Bd. 114).
- mit Matthias Brzoska, Nicole Strohmann: Giacomo Meyerbeer „Le Prophète“. Edition – Konzeption – Rezeption. Hildesheim 2009.
- mit Stefan Drees, Stefan Orgass: Musik – Transfer – Kultur. Festschrift Horst Weber. Hildesheim 2009 (= FolkwangStudien. 8).
- Mit Gordon Kampe: Kulturelles Handeln im transkulturellen Raum. Mit 1 DVD. Hildesheim 2014 (= FolkwangStudien. 13).
- Mit Dominik Höink: Musikwissenschaft und Theologie im Dialog. Johann Sebastian Bachs „h-Moll-Messe“ und „Johannes-Passion“. Hildesheim 2020 (= FolkwangStudien. 20).